# Кошек
Кошек (каз. Көшек) — село в Жарминском районе Абайской области Казахстана. Входит в состав Шарской городской администрации. Находится примерно в 22 км к юго-востоку от центра города Чарска. Код КАТО — 634421400.

## Население
В 1999 году население села составляло 611 человек (309 мужчин и 302 женщины). По данным переписи 2009 года, в селе проживали 272 человека (143 мужчины и 129 женщин).